# Решетниково (Можгинський район)
Реше́тниково (рос. Решетниково) — присілок в Можгинському районі Удмуртії, Росія.
Урбаноніми:
- вулиці — Пічкинська

## Населення
Населення — 129 осіб (2010; 125 в 2002).
Національний склад станом на 2002 рік:
- удмурти — 67 %
- росіяни — 31 %